# Rhopalochernes ohausi
Espèce
Synonymes
- Chelifer ohausi Tullgren, 1907

Rhopalochernes ohausi est une espèce de pseudoscorpions de la famille des Chernetidae.

## Distribution
Cette espèce est endémique du Brésil.

## Étymologie
Cette espèce est nommée en l'honneur de Friedrich Ohaus.

## Publication originale
- Tullgren, 1907 : Zur Kenntnis aussereuropäischer Chelonethiden des Naturhistorischen Museums in Hamburg. Mitteilungen aus dem Naturhistorischen Museum in Hamburg, vol. 24, p. 21-75 (texte intégral).